# 倒卵叶野木瓜
倒卵叶野木瓜（学名：Stauntonia obovata）为木通科野木瓜属的植物。分布于台灣本島以及中国大陆的广东、四川、福建、广西、江西、香港、湖南等地，生长于海拔300米至800米的地区，多生于山地山谷疏林或密林中，目前尚未由人工引种栽培。模式标本采自香港。

## 俗名
台湾野木瓜、阿里野木瓜

## 异名
- Stauntonia formosana
- Stauntonia keitaoensis
- Stauntonia hebandra
- Holboellia obovata
- Akebia cavaleriei
- Stauntonia obovata var. angustata (Y. C. Wu) Li
- Stauntonia hebandra var. angustata